# ABS (телескоп)
ABS (англ. Atacama B-Mode Search, атакамський пошук B-моди) — колишній експеримент для перевірки теорії космічної інфляції та розрізнення інфляційних моделей дуже раннього Всесвіту шляхом проведення точних вимірювань поляризації реліктового випромінювання. ABS був розташований на високогірному місці в пустелі Атакама в Чилі. Він почав спостереження в лютому 2012 року і завершив спостереження в жовтні 2014 року.

## Інструмент
Телескоп ABS знімав небо на частоті 145 ГГц (довжина хвилі 2 мм), в мікрохвильовій області електромагнітного спектру, де випромінювання реліктового випромінювання є максимальним. Очікувалось, що реліктове випромінювання буде слабко поляризованим, і прилад ABS був призначений для вимірювання цього дуже слабкого сигналу. Камера складалася з 240 чутливих до поляризації пікселів з двома болометрами датчика перехідного краю на піксель. Цей масив датчиків був охолоджений до температури 0,3 Кельвіна для зменшення теплового шуму в детекторах. Оптика складалася з двох 60-сантиметрових дзеркал, які підримувалися при температурі 4 К.
На частотах, зручних для вимірювання реліктового випромінювання, випромінювання атмосферної водяної пари може бути значною завадою. Велика висота телескопа над рівнем моря (5200 м) і дуже сухий клімат призвели до меншого забруднення сигналу атмосферним випромінювання, ніж це мало б місце для більшості інших місць Землі. Інші обсерваторії, зокрема ACT, ALMA, APEX, ASTE, CBI, NANTEN2 і POLARBEAR, розташовані поруч з ABS з тих саме причин.
Побудований у Північній Америці і розміщений у стандартному транспортному контейнері, експеримент ABS був готовий до швидкого розгортання. Після прибуття в Чилі телескоп був піднятий для спостережень через спеціальний люк в даху транспортного контейнера. Порівняно з іншими подібними експериментами, ABS був унікальним у використанні напівхвильової пластини з температурою навколишнього середовища для швидкої модуляції вхідної поляризації.

## Наукові цілі
Спостереження, зроблені ABS, перевірили теорію інфляції, — провідну теорію дуже раннього Всесвіту, досі не підтверджену в повній мірі спостережними даними. Інфляційні моделі загалом передбачають, що гравітаційно-хвильовий фон мав бути створений разом із збуреннями густини, які спричинили формування великомасштабної структури. Такий гравітаційно-хвильовий фон мав залишити відбиток як на температурі, так і на поляризації реліктового випромінювання. Зокрема, це спричинило б характерний тип поляризації реліктового випромінювання, званий шаблоном B-моди. Вимірювання поляризації B-моди реліктового випромінювання було б важливим підтвердженням інфляції та дало б рідкісний погляд на фізику при надвисоких енергіях.

## Результати
Ґрунтуючись на аналізі даних з ділянки спостереження в 2400 квадратних градусів (приблизно 6 % повного неба), експеримент ABS виміряв очікувану поляризацію реліктового випромінювання від збурень густини в ранньому Всесвіті, але не знайшов доказів гравітаційно-хвильового фону від інфляції. Експеримент ABS також продемонстрував можливість використання напівхвильової пластини як швидкого поляризаційного модулятора для стабільності вимірювань і контролю систематичних похибок.
Проект ABS був фінансували NSF, НАСА та CONICYT. Основними учасниками проєкту були Принстонський університет, Університет Джона Гопкінса, Національний інститут стандартів і технології та Чилійський університет.